# Let’s Dance/Staffel 10
Die zehnte Staffel der Live-Tanzshow Let’s Dance lief zwischen dem 17. März und 9. Juni 2017.

## Die Show
Anlässlich des Jubiläums zur zehnten Staffel wurden einige Neuerungen eingeführt. So fand am 24. Februar, drei Wochen vor dem eigentlichen Staffelbeginn, eine erste Live-Sendung unter dem Titel „Wer tanzt mit wem? – Die große Kennenlernshow“ statt, in der die diesjährigen Tanzpaare verkündet wurden. Bereits am Tag zuvor trafen sich Prominente und Profi-Tänzer, um innerhalb eines Tages eine Choreografie zu erarbeiten und für ihren ersten Auftritt zu trainieren. Hierfür wurden die Teilnehmer zufällig verschiedenen Teams zugeteilt, die Cha-Cha-Cha, Walzer und Quickstep präsentieren sollten. Im Rahmen dieser Gruppentänze erhielt jeder Prominente eine eigenständige Einzelwertung durch die Jury, die Punktevergabe erfolgte an diesem Abend zeitgleich anstatt wie üblich nacheinander. Auf Grundlage dieser Ergebnisse sowie des Zuschauervotings wurde mit Vanessa Mai eine Siegerin ermittelt, die durch ein Direktticket in der ersten Wettbewerbsrunde gesichert war und daher nicht ausscheiden konnte. Abgerundet wurde der Abend durch einen Auftritt der letztjährigen Siegerin Victoria Swarovski sowie Rückblicken auf die besten Jurymomente und die Highlights aller zurückliegenden Staffeln.
Das nach Geschlechtern getrennte Teambattle, ein Novum aus der vorangegangenen Staffel, wurde in der vierten Show am 7. April fortgeführt, wobei sich die Choreografien in ihrer Darbietung nicht mehr am Musikclip des vorgegebenen Stücks orientieren mussten. Erneut konnten die Männer das Duell für sich entscheiden.
 Einem weiteren Gruppenwettkampf mussten sich die Prominenten gemeinsam mit ihren Trainern in der siebten Livesendung am 5. Mai stellen. Die Kapitäne der beiden konkurrierenden Teams wurden – wie schon in Staffel 9 – durch die höchsten Jury-Wertungen der Vorwoche bestimmt. Vanessa Mai nominierte für ihre Auswahl Faisal Kawusi, Cheyenne Pahde und Heinrich Popow. Gemeinsam traten sie mit einem Top-Gun-Medley bestehend aus den Titeln You’ve Lost That Lovin’ Feelin’ (The Righteous Brothers), Danger Zone (Kenny Loggins) und Take My Breath Away (Berlin) an und siegten damit über die Truppe um Angelina Kirsch. Diese wiederum entschied sich für Giovanni Zarrella, Gil Ofarim und Maximilian Arland als Mitstreiter, die eine Choreografie zu den ABBA-Songs Money, Money, Money, Mamma Mia und The Winner Takes It All aus dem Film Mamma Mia! präsentierten. Die vorgegebene musikalische Umrahmung ihrer Auftritte erfuhren die Teilnehmer nach Zusammenstellung ihrer Teams direkt im Anschluss der sechsten Show am 28. April.
Im Rahmen der Tanzduelle, die im zweiten Teil der neunten Livesendung am 19. Mai stattfanden, wurde erstmals auch Flamenco getanzt. Eine Woche später wurde die Fusion fortgeführt, die im zurückliegenden Jahr als reiner Paartanz erstmals Teil der Sendung war. Hierbei werden zwei unterschiedliche Tanzrichtungen zu einer Gesamtperformance kombiniert – heuer zu bekannten Schlagertiteln. Im Halbfinale am 2. Juni verschärfte man schließlich die Herausforderung der Impro Dances in bedeutendem Maße, indem die übliche Vorbereitungszeit von 20 Minuten auf 180 Sekunden verkürzt wurde. Die entsprechenden Tanzstile und Musiktitel zogen die Kandidaten dabei aus einer Lostrommel, nachdem sie bisher durch die Jury zugeteilt worden waren.
Bereits vor der Auftaktsendung schied mit Pietro Lombardi der erste Kandidat aus dem Teilnehmerfeld aus, da er sich kurz zuvor eine Fraktur im Sprungbein zugezogen hatte. An seiner Stelle wurde am 3. März Giovanni Zarrella nachnominiert, der mit Lombardis vorgesehener Tanzpartnerin Christina Luft in den regulären Wettbewerb startete. Bastiaan Ragas durfte nach einer Blinddarmoperation fünf Tage vor der ersten Show nicht trainieren und konnte folglich auch nicht in dieser auftreten. Am Ende der vierten Sendung verkündete Isabel Edvardsson, schwanger zu sein und damit aus der laufenden Staffel auszuscheiden. Ihr prominenter Eleve Maximilian Arland trainierte fortan mit Sarah Latton, während Giovanni Zarrella kurz vor Beginn der sechsten Sendung am 21. April Marta Arndt als neue Tanzpartnerin zur Seite gestellt bekam, nachdem sich Christina Luft bei der Generalprobe am Abend zuvor den Fuß gebrochen hatte. Beiden wurde eine Rückkehr auf das Tanzparkett ermöglicht, als Heinrich Popow schließlich am 23. Mai von ärztlicher Seite wegen einer Entzündung in seinem Beinstumpf und des Verdachts auf einen Sehnenriss in der rechten Schulter von einer weiteren Teilnahme abgeraten wurde.
Am 21. April startete eine achtteilige Exclusiv-Spezial-Reihe mit Frauke Ludowig, die direkt nach der aktuellen Liveshow einen Blick hinter die Kulissen gewährte. Dabei standen nicht nur Interviews mit dem jeweils ausgeschiedenen Paar, Analysen mit prominenten Gästen aus dem Publikum oder die Beantwortung von Zuschauerfragen im Vordergrund. In der Rubrik Die zweite Chance stellten auch ehemalige Kandidaten zurückliegender Staffeln ihre Künste noch einmal unter Beweis, indem sie ein professionelles Tanzvideo produzieren, das während der Sendung gezeigt wurde. Diese insgesamt etwa 45-minütigen Berichterstattungen stellten eine weitere Besonderheit im Jubiläumsjahr des Formats als deutsche Adaption dar.
Einen ausführlicheren Rückblick als noch in der Kennenlernshow, präsentiert in der abschließenden Sondersendung Let’s Dance – Die schönsten Momente am 16. Juni, wagten ehemalige Kandidaten und Profitänzer sowie die aktuelle Jury, indem sie Einspieler zu bestimmten Schlagworten kommentierten, die sich in alphabetischer Folge aneinanderreihten.

## Kandidaten
| Platz | Kandidat               | Profitänzer                  |
| ----- | ---------------------- | ---------------------------- |
| 01    | Gil Ofarim             | Ekaterina Leonova            |
| 02    | Vanessa Mai            | Christian Polanc             |
| 03    | Angelina Kirsch        | Massimo Sinató               |
| 04    | Giovanni Zarrella      | Christina Luft (Show 1–4)    |
| 04    | Giovanni Zarrella      | Marta Arndt (Show 5–11)      |
| 05    | Faisal Kawusi          | Oana Nechiti                 |
| 06    | Heinrich Popow         | Kathrin Menzinger            |
| 07    | Maximilian Arland      | Isabel Edvardsson (Show 1–4) |
| 07    | Maximilian Arland      | Sarah Latton (Show 5–8)      |
| 08    | Cheyenne Pahde         | Andrzej Cibis                |
| 09    | Susi Kentikian         | Robert Beitsch               |
| 10    | Ann-Kathrin Brömmel    | Sergiu Luca                  |
| 11    | Anni Friesinger-Postma | Erich Klann                  |
| 12    | Bastiaan Ragas         | Sarah Latton                 |
| 13    | Chiara Ohoven          | Vadim Garbuzov               |
| 14    | Jörg Draeger           | Marta Arndt                  |

## Tänze
| Show                            | Datum       | Tänze in der Show |
| ------------------------------- | ----------- | --- |
| Kennenlernshow                  | 24. Februar | Cha-Cha-Cha, Walzer oder Quickstepp |
| 1. Show                         | 17. März    | Cha-Cha-Cha, Quickstepp, Wiener Walzer oder Langsamer Walzer                                                                                            |
| 2. Show – 80er-Jahre-Special    | 24. März    | Cha-Cha-Cha, Slowfox, Salsa, Tango, Rumba oder Jive |
| 3. Show – 90er-Jahre-Special    | 31. März    | Tango, Quickstepp, Rumba, Salsa, Cha-Cha-Cha, Contemporary Dance, Slowfox oder Langsamer Walzer                                                         |
| 4. Show                         | 07. April   | Jive, Samba, Contemporary Dance, Paso Doble, Rumba, Salsa oder Tango, sowie ein Boys-vs.-Girls-Battle (Hip Hop und Breakdance vs. Jazz und Funky Moves) |
| 5. Show – Nummer-1-Hits-Special | 21. April   | Samba, Tango, Cha-Cha-Cha, Jive, Paso Doble, Contemporary Dance, Langsamer Walzer oder Rumba                                                            |
| 6. Show                         | 28. April   | Salsa, Tango, Slowfox, Cha-Cha-Cha, Wiener Walzer oder Paso Doble                                                                                       |
| 7. Show – Movie-Special         | 05. Mai     | Wiener Walzer, Slowfox, Salsa, Langsamer Walzer, Contemporary Dance oder Samba, sowie ein gruppenweise bewerteter Teamtanz (jeweils Freestyle)          |
| 8. Show                         | 12. Mai     | Samba, Langsamer Walzer, Tango, Rumba, Jive oder Salsa sowie ein Discofox-Marathon aller sieben Paare                                                   |
| 9. Show – Magic-Moments-Special | 19. Mai     | Freestyle-Programme zu einem Magic Moment sowie Tanzduelle (Charleston, Streetdance, Flamenco)                                                          |
| 10. Show                        | 26. Mai     | Einer der noch nicht gezeigten Tänze (Quickstepp, Samba, Wiener Walzer) sowie eine Fusion-Performance jedes verbliebenen Paares                         |
| 11. Show – Halbfinale           | 02. Juni    | Zwei der noch nicht gezeigten Tänze (Salsa, Quickstepp, Paso Doble, Rumba, Tango), sowie improvisierte Tänze (Jive, Wiener Walzer, Slowfox, Samba)      |
| 12. Show – Finale               | 09. Juni    | Jurytanz, Lieblingstanz sowie ein Freestyle |

## Ergebnisse
| Paar                                                 | Platz | Letzter Tanz                             | Auf- takt | 1   | 2  | 3  | 4 3   | 5  | 6  | 7 4   | 8 5   | 9        | 10         | 11          | 12          | ø je Tanz |
| ---------------------------------------------------- | ----- | ---------------------------------------- | --------- | --- | -- | -- | ----- | -- | -- | ----- | ----- | -------- | ---------- | ----------- | ----------- | --------- |
| Gil Ofarim & Ekaterina Leonova                       | 1     | Cha-Cha-Cha, Tango, Freestyle            | 16        | 20  | 30 | 30 | 30+ 9 | 21 | 23 | 27+20 | 29+ 1 | 59 29+30 | 54 24+30   | 80 29+29+22 | 88 29+30+29 | 26,68     |
| Vanessa Mai & Christian Polanc                       | 2     | Langsamer Walzer, Cha-Cha-Cha, Freestyle | 23        | 29  | 26 | 23 | 30+ 7 | 25 | 30 | 30+22 | 30+10 | 59 29+30 | 59 29+30   | 78 23+30+25 | 87 27+30+30 | 27,84     |
| Angelina Kirsch & Massimo Sinató                     | 3     | Cha-Cha-Cha, Contemporary, Freestyle     | 18        | 16  | 23 | 23 | 27+ 7 | 28 | 27 | 30+20 | 26+ 4 | 49 28+21 | 52 26+26   | 67 22+20+25 | 80 23+30+27 | 24,53     |
| Giovanni Zarrella & Christina Luft • Marta Arndt     | 4     | Quickstepp, Paso Doble, Wiener Walzer    | – 1       | 11  | 19 | 23 | 20+ 9 | 30 | 16 | 25+20 | 24+10 | 47 19+28 | 38 1 19+19 | 71 19+27+25 |             | 21,60     |
| Faisal Kawusi & Oana Nechiti                         | 5     | Quickstepp, Fusion                       | 18        | 12  | 18 | 12 | 22+ 9 | 22 | 23 | 21+22 | 9+ 3  | 50 26+24 | 23 12+11   |             |             | 17,69     |
| Heinrich Popow & Kathrin Menzinger                   | 6     | Freestyle, Streetdance                   | 11        | 14  | 18 | 25 | 19+ 9 | 24 | 17 | 15+22 | 13+ 6 | 35 13+22 | –          |             |             | 17,36     |
| Maximilian Arland & Isabel Edvardsson • Sarah Latton | 7     | Tango, Discofox                          | 13        | 14  | 10 | 14 | 10+ 9 | 19 | 10 | 22+20 | 23+ 2 |          |            |             |             | 15,00     |
| Cheyenne Pahde & Andrzej Cibis                       | 8     | Freestyle, Slowfox                       | 18        | 25  | 15 | 11 | 20+ 7 | 26 | 20 | 17+22 |       |          |            |             |             | 19,00     |
| Susi Kentikian & Robert Beitsch                      | 9     | Slowfox                                  | 15        | 25  | 17 | 11 | 20+ 7 | 16 | 16 |       |       |          |            |             |             | 17,14     |
| Ann-Kathrin Brömmel & Sergiu Luca                    | 10    | Cha-Cha-Cha                              | 10        | 19  | 21 | 26 | 24+ 7 | 20 |    |       |       |          |            |             |             | 20,00     |
| Anni Friesinger-Postma & Erich Klann                 | 11    | Paso Doble                               | 9         | 13  | 15 | 9  | 14+ 7 |    |    |       |       |          |            |             |             | 12,00     |
| Bastiaan Ragas & Sarah Latton                        | 12    | Salsa                                    | 19        | – 2 | 15 | 16 |       |    |    |       |       |          |            |             |             | 16,67     |
| Chiara Ohoven & Vadim Garbuzov                       | 13    | Cha-Cha-Cha                              | 12        | 12  | 8  |    |       |    |    |       |       |          |            |             |             | 10,67     |
| Jörg Draeger & Marta Arndt                           | 14    | Cha-Cha-Cha                              | 7         | 7   |    |    |       |    |    |       |       |          |            |             |             | 07,00     |

Angegeben ist jeweils die Wertung der Jury
Grüne Zahlen: höchste erreichte Jury-Punktzahl der Show
Rote Zahlen: niedrigste erreichte Jury-Punktzahl der Show
Nach Jury- und Zuschauervoting Letztplatzierte
Weitergekommen ohne Präsentation eines Tanzes
Durch Direktticket vor Ausscheiden geschützt
Verletzungsbedingte Aufgabe
* Punkte in Normalgröße: Wertungen in Standardtänzen oder vergleichbaren Tänzen (bilden Durchschnittswert)
* Punkte in Kleinschrift in oberer Zeile: Wertungen für Sondertänze
* Punkte in Kleinschrift in unterer Zeile: Zusammensetzung der Gesamtwertung bei zwei oder mehr Standardtänzen
1 Giovanni Zarrella rückte erst nach der Kennenlernshow zunächst für den verletzungsbedingt nicht angetretenen Pietro Lombardi und später für den am 23. Mai verletzungsbedingt zurückgetretenen Heinrich Popow nach.
2 Bastiaan Ragas pausierte am 17. März krankheitsbedingt.
3 Das Endergebnis setzt sich aus der Wertung für einen Paartanz und der Teamleistung im Battle zusammen.
4 Das Endergebnis setzt sich aus den Wertungen für einen Paartanz und für den Teamtanz zusammen.
5 Das Endergebnis setzt sich aus der Wertung für einen Paartanz und zusätzlichen 1–10 Punkten für den Discofox-Marathon zusammen.

## Einzelne Tanzwochen
| Promi                  | Profis                                                       | Tanz        | Musik                                                                    |
| ---------------------- | ------------------------------------------------------------ | ----------- | ------------------------------------------------------------------------ |
| Susi Kentikian         | Massimo Sinató, Robert Beitsch, Andrzej Cibis                | Cha-Cha-Cha | Christina Aguilera, Lil’ Kim, Missy Elliott, Mýa & P!nk – Lady Marmalade |
| Angelina Kirsch        | Massimo Sinató, Robert Beitsch, Andrzej Cibis                | Cha-Cha-Cha | Christina Aguilera, Lil’ Kim, Missy Elliott, Mýa & P!nk – Lady Marmalade |
| Vanessa Mai            | Massimo Sinató, Robert Beitsch, Andrzej Cibis                | Cha-Cha-Cha | Christina Aguilera, Lil’ Kim, Missy Elliott, Mýa & P!nk – Lady Marmalade |
| Anni Friesinger-Postma | Vadim Garbuzov, Sergiu Luca, Christian Polanc, Erich Klann   | Walzer      | A Great Big World & Christina Aguilera – Say Something                   |
| Cheyenne Pahde         | Vadim Garbuzov, Sergiu Luca, Christian Polanc, Erich Klann   | Walzer      | A Great Big World & Christina Aguilera – Say Something                   |
| Ann-Kathrin Brömmel    | Vadim Garbuzov, Sergiu Luca, Christian Polanc, Erich Klann   | Walzer      | A Great Big World & Christina Aguilera – Say Something                   |
| Chiara Ohoven          | Vadim Garbuzov, Sergiu Luca, Christian Polanc, Erich Klann   | Walzer      | A Great Big World & Christina Aguilera – Say Something                   |
| Maximilian Arland      | Isabel Edvardsson, Ekaterina Leonova, Sarah Latton           | Quickstepp  | Ella Fitzgerald – Sunny                                                  |
| Gil Ofarim             | Isabel Edvardsson, Ekaterina Leonova, Sarah Latton           | Quickstepp  | Ella Fitzgerald – Sunny                                                  |
| Bastiaan Ragas         | Isabel Edvardsson, Ekaterina Leonova, Sarah Latton           | Quickstepp  | Ella Fitzgerald – Sunny                                                  |
| Faisal Kawusi          | Kathrin Menzinger, Oana Nechiti, Marta Arndt, Christina Luft | Cha-Cha-Cha | LMFAO feat. Lauren Bennett & GoonRock – Party Rock Anthem                |
| Jörg Draeger           | Kathrin Menzinger, Oana Nechiti, Marta Arndt, Christina Luft | Cha-Cha-Cha | LMFAO feat. Lauren Bennett & GoonRock – Party Rock Anthem                |
| Heinrich Popow         | Kathrin Menzinger, Oana Nechiti, Marta Arndt, Christina Luft | Cha-Cha-Cha | LMFAO feat. Lauren Bennett & GoonRock – Party Rock Anthem                |

| Tanzpaar                              | Tanz             | Musik                                                           |
| ------------------------------------- | ---------------- | --------------------------------------------------------------- |
| Angelina Kirsch & Massimo Sinató      | Cha-Cha-Cha      | Club Honolulu – Itsy Bitsy Teenie Weenie Honolulu-Strand-Bikini |
| Maximilian Arland & Isabel Edvardsson | Quickstepp       | Modern Talking – Cheri, Cheri Lady                              |
| Anni Friesinger-Postma & Erich Klann  | Wiener Walzer    | Bon Jovi – Bed of Roses                                         |
| Susi Kentikian & Robert Beitsch       | Cha-Cha-Cha      | Irene Cara – Fame                                               |
| Faisal Kawusi & Oana Nechiti          | Cha-Cha-Cha      | Right Said Fred – I’m Too Sexy                                  |
| Gil Ofarim & Ekaterina Leonova        | Quickstepp       | Pharrell Williams – Happy                                       |
| Ann-Kathrin Brömmel & Sergiu Luca     | Langsamer Walzer | Disney – Märchen schreibt die Zeit                              |
| Jörg Draeger & Marta Arndt            | Cha-Cha-Cha      | Drafi Deutscher – Marmor, Stein und Eisen bricht                |
| Heinrich Popow & Kathrin Menzinger    | Cha-Cha-Cha      | Kungs vs. Cookin’ on 3 Burners – This Girl                      |
| Chiara Ohoven & Vadim Garbuzov        | Langsamer Walzer | Mariah Carey – Hero                                             |
| Giovanni Zarrella & Christina Luft    | Cha-Cha-Cha      | Glasperlenspiel – Geiles Leben                                  |
| Cheyenne Pahde & Andrzej Cibis        | Wiener Walzer    | Rihanna – Love on the Brain                                     |
| Vanessa Mai & Christian Polanc        | Cha-Cha-Cha      | Imany – Don’t Be So Shy                                         |

| Tanzpaar                              | Tanz        | Musik                                                                  |
| ------------------------------------- | ----------- | ---------------------------------------------------------------------- |
| Cheyenne Pahde & Andrzej Cibis        | Cha-Cha-Cha | Rick Astley – Never Gonna Give You Up                                  |
| Angelina Kirsch & Massimo Sinató      | Slowfox     | Fairground Attraction – Perfect                                        |
| Gil Ofarim & Ekaterina Leonova        | Salsa       | Gipsy Kings – Bamboléo                                                 |
| Faisal Kawusi & Oana Nechiti          | Tango       | Falco – Der Kommissar                                                  |
| Chiara Ohoven & Vadim Garbuzov        | Cha-Cha-Cha | Madonna – Holiday                                                      |
| Maximilian Arland & Isabel Edvardsson | Salsa       | Rhythms del Mundo – I Still Haven’t Found What I’m Looking For (Cover) |
| Susi Kentikian & Robert Beitsch       | Rumba       | Culture Club – Do You Really Want to Hurt Me                           |
| Ann-Kathrin Brömmel & Sergiu Luca     | Jive        | Nena – Nur geträumt                                                    |
| Giovanni Zarrella & Christina Luft    | Slowfox     | Cook da Books – Your Eyes                                              |
| Anni Friesinger-Postma & Erich Klann  | Tango       | Tanita Tikaram – Twist in My Sobriety                                  |
| Heinrich Popow & Kathrin Menzinger    | Slowfox     | Black – Wonderful Life                                                 |
| Bastiaan Ragas & Sarah Latton         | Rumba       | Simply Red – Holding Back the Years                                    |
| Vanessa Mai & Christian Polanc        | Jive        | Kim Wilde – Kids in America                                            |

| Tanzpaar                              | Tanz             | Musik                                                   |
| ------------------------------------- | ---------------- | ------------------------------------------------------- |
| Giovanni Zarrella & Christina Luft    | Tango            | La Bouche – Be My Lover                                 |
| Susi Kentikian & Robert Beitsch       | Quickstepp       | Liquido – Narcotic                                      |
| Faisal Kawusi & Oana Nechiti          | Rumba            | All-4-One – I Swear                                     |
| Bastiaan Ragas & Sarah Latton         | Salsa            | Inner Circle – Sweat (A La La La La Long)               |
| Anni Friesinger-Postma & Erich Klann  | Cha-Cha-Cha      | Whigfield – Saturday Night                              |
| Ann-Kathrin Brömmel & Sergiu Luca     | Tango            | 4 Non Blondes – What’s Up?                              |
| Heinrich Popow & Kathrin Menzinger    | Contemporary     | Postmodern Jukebox feat. Haley Reinhart – Creep (Cover) |
| Maximilian Arland & Isabel Edvardsson | Slowfox          | Fools Garden – Lemon Tree                               |
| Vanessa Mai & Christian Polanc        | Langsamer Walzer | Take That – Babe                                        |
| Cheyenne Pahde & Andrzej Cibis        | Quickstepp       | Hanson – MMMBop                                         |
| Angelina Kirsch & Massimo Sinató      | Rumba            | Paula Abdul – Rush Rush                                 |
| Gil Ofarim & Ekaterina Leonova        | Contemporary     | Jay Brannan – Zombie (Cover)                            |

| Tanzpaar                              | Tanz                 | Musik                                                 |
| ------------------------------------- | -------------------- | ----------------------------------------------------- |
| Angelina Kirsch & Massimo Sinató      | Jive                 | The Blues Brothers – Everybody Needs Somebody to Love |
| Susi Kentikian & Robert Beitsch       | Samba                | Clean Bandit feat. Sean Paul & Anne-Marie – Rockabye  |
| Cheyenne Pahde & Andrzej Cibis        | Contemporary         | Shakespears Sister – Stay                             |
| Anni Friesinger-Postma & Erich Klann  | Paso Doble           | Lenny Kravitz – Are You Gonna Go My Way               |
| Maximilian Arland & Isabel Edvardsson | Rumba                | Joe Cocker & Jennifer Warnes – Up Where We Belong     |
| Faisal Kawusi & Oana Nechiti          | Samba                | Peter Fox – Schüttel deinen Speck                     |
| Giovanni Zarrella & Christina Luft    | Jive                 | The Beatles – Can’t Buy Me Love                       |
| Heinrich Popow & Kathrin Menzinger    | Salsa                | Madonna – I’m Going Bananas                           |
| Ann-Kathrin Brömmel & Sergiu Luca     | Rumba                | Adele – Make You Feel My Love                         |
| Vanessa Mai & Christian Polanc        | Contemporary         | John Legend – All of Me                               |
| Gil Ofarim & Ekaterina Leonova        | Tango                | Cirque du Soleil – Querer                             |
|                                       |                      |                                                       |
| Team Girls                            | Jazz & Funky Moves   | Shirley Bassey – Big Spender                          |
| Team Boys                             | Hip Hop & Breakdance | MC Hammer – U Can’t Touch This                        |

| Tanzpaar                           | Tanz             | Musik                                       |
| ---------------------------------- | ---------------- | ------------------------------------------- |
| Vanessa Mai & Christian Polanc     | Samba            | Ed Sheeran – Shape of You                   |
| Susi Kentikian & Robert Beitsch    | Tango            | Britney Spears – Toxic                      |
| Ann-Kathrin Brömmel & Sergiu Luca  | Cha-Cha-Cha      | Ke$ha – TiK ToK                             |
| Maximilian Arland & Sarah Latton   | Jive             | The Baseballs – Umbrella (Cover)            |
| Gil Ofarim & Ekaterina Leonova     | Cha-Cha-Cha      | Justin Timberlake – Can’t Stop the Feeling! |
| Cheyenne Pahde & Andrzej Cibis     | Paso Doble       | The Rolling Stones – Paint It Black         |
| Giovanni Zarrella & Marta Arndt    | Contemporary     | Disturbed – The Sound of Silence            |
| Angelina Kirsch & Massimo Sinató   | Langsamer Walzer | Silbermond – Das Beste                      |
| Heinrich Popow & Kathrin Menzinger | Rumba            | Passenger – Let Her Go                      |
| Faisal Kawusi & Oana Nechiti       | Paso Doble       | Michael Jackson – Bad                       |

| Tanzpaar                           | Tanz          | Musik                                     |
| ---------------------------------- | ------------- | ----------------------------------------- |
| Cheyenne Pahde & Andrzej Cibis     | Salsa         | Tony Tun Tun – Noche de copas             |
| Heinrich Popow & Kathrin Menzinger | Tango         | Ludwig van Beethoven – Für Elise          |
| Susi Kentikian & Robert Beitsch    | Slowfox       | Queen – Killer Queen                      |
| Angelina Kirsch & Massimo Sinató   | Tango         | Armik – Tango Flamenco                    |
| Maximilian Arland & Sarah Latton   | Cha-Cha-Cha   | Mark Forster – Chöre                      |
| Gil Ofarim & Ekaterina Leonova     | Slowfox       | Matt Simons – Catch & Release             |
| Faisal Kawusi & Oana Nechiti       | Salsa         | Josephine Baker – Don’t Touch My Tomatoes |
| Giovanni Zarrella & Marta Arndt    | Wiener Walzer | Dean Martin – That’s Amore                |
| Vanessa Mai & Christian Polanc     | Paso Doble    | Manuel Penella – El gato montés           |

| Tanzpaar                           | Tanz             | Musik                                                                           |
| ---------------------------------- | ---------------- | ------------------------------------------------------------------------------- |
| Team 1                             | Freestyle        | Medley aus Mamma Mia!                                                           |
| Team 2                             | Freestyle        | Medley aus Top Gun – Sie fürchten weder Tod noch Teufel                         |
|                                    |                  |                                                                                 |
| Maximilian Arland & Sarah Latton   | Wiener Walzer    | Grace feat. G-Eazy – You Don’t Own Me (aus Suicide Squad)                       |
| Cheyenne Pahde & Andrzej Cibis     | Slowfox          | Sixpence None the Richer – Kiss Me (aus Eine wie keine)                         |
| Giovanni Zarrella & Marta Arndt    | Salsa            | Wilkins – Margarita (aus Salsa – It’s Hot)                                      |
| Heinrich Popow & Kathrin Menzinger | Langsamer Walzer | Phil Collins – Against All Odds (Take a Look at Me Now) (aus Gegen jede Chance) |
| Faisal Kawusi & Oana Nechiti       | Contemporary     | Xavier Naidoo – Sie sieht mich nicht (aus Asterix und Obelix gegen Caesar)      |
| Vanessa Mai & Christian Polanc     | Slowfox          | Carole King – You’ve Got a Friend (aus Für immer Shrek)                         |
| Gil Ofarim & Ekaterina Leonova     | Samba            | Nathan Lane & Ernie Sabella – Hakuna Matata (aus Der König der Löwen)           |
| Angelina Kirsch & Massimo Sinató   | Contemporary     | Queen – Who Wants to Live Forever (aus Highlander – Es kann nur einen geben)    |

| Tanzpaar                           | Tanz             | Musik |
| ---------------------------------- | ---------------- | --- |
| Heinrich Popow & Kathrin Menzinger | Samba            | Daddy Yankee feat. Glory – Gasolina |
| Faisal Kawusi & Oana Nechiti       | Langsamer Walzer | John Newton – Amazing Grace |
| Angelina Kirsch & Massimo Sinató   | Samba            | Harry Belafonte – Angelina |
| Maximilian Arland & Sarah Latton   | Tango            | In-Grid – Tu es foutu |
| Giovanni Zarrella & Marta Arndt    | Rumba            | Ed Sheeran – Thinking Out Loud |
| Gil Ofarim & Ekaterina Leonova     | Jive             | Dick Brave and the Backbeats – Take Good Care of My Baby |
| Vanessa Mai & Christian Polanc     | Salsa            | Luis Enrique – Locos los 2 |
|                                    |                  | |
| alle Paare                         | Discofox         | Medley: Tim Toupet – Nein nein nein nein – sind wir nicht gewesen! • Hans Entertainment vs. Finger & Kadel – Hoch die Hände Wochenende (#sotrue) • Andreas Gabalier – Hulapalu • Fantasy – Bonnie & Clyde • DJ Mox – Aber schön muss sie sein • DJ Ötzi – A Mann für Amore • Peter Wackel – Die Nacht von Freitag auf Montag |

| Tanzpaar                                                         | Tanz        | Musik                                                  |
| ---------------------------------------------------------------- | ----------- | ------------------------------------------------------ |
| Faisal Kawusi & Oana Nechiti                                     | Freestyle   | Sukhwinder Singh & Sapna Awasthi – Chaiyya Chaiyya     |
| Giovanni Zarrella & Marta Arndt                                  | Freestyle   | Michael Jackson – Man in the Mirror                    |
| Angelina Kirsch & Massimo Sinató                                 | Freestyle   | Christina Aguilera – Beautiful                         |
| Heinrich Popow & Kathrin Menzinger                               | Freestyle   | R. Kelly – The World’s Greatest                        |
| Vanessa Mai & Christian Polanc                                   | Freestyle   | Christina Aguilera – The Voice Within                  |
| Gil Ofarim & Ekaterina Leonova                                   | Freestyle   | Queen – The Show Must Go On                            |
|                                                                  |             |                                                        |
| Angelina Kirsch & Massimo Sinató Giovanni Zarrella & Marta Arndt | Charleston  | Swingrowers feat. The Lost Fingers – Pump Up the Jam   |
| Faisal Kawusi & Oana Nechiti Heinrich Popow & Kathrin Menzinger  | Streetdance | Reel 2 Real feat. The Mad Stuntman – I Like to Move It |
| Vanessa Mai & Christian Polanc Gil Ofarim & Ekaterina Leonova    | Flamenco    | Manolo Escobar – El porompompero                       |

| Tanzpaar                         | Tanz                           | Musik                                              |
| -------------------------------- | ------------------------------ | -------------------------------------------------- |
| Vanessa Mai & Christian Polanc   | Quickstepp                     | Robbie Williams & Jane Horrocks – Things           |
| Vanessa Mai & Christian Polanc   | Fusion (Slowfox & Jive)        | Connie Francis – Schöner fremder Mann              |
| Faisal Kawusi & Oana Nechiti     | Quickstepp                     | Hoyt Curtin – Meet the Flintstones                 |
| Faisal Kawusi & Oana Nechiti     | Fusion (Rumba & Wiener Walzer) | Howard Carpendale – Ti amo                         |
| Giovanni Zarrella & Marta Arndt  | Samba                          | Luis Fonsi feat. Daddy Yankee – Despacito          |
| Giovanni Zarrella & Marta Arndt  | Fusion (Rumba & Samba)         | Karel Gott – Die Biene Maja                        |
| Angelina Kirsch & Massimo Sinató | Quickstepp                     | Die Ärzte – Ein Schwein namens Männer              |
| Angelina Kirsch & Massimo Sinató | Fusion (Tango & Cha-Cha-Cha)   | Helene Fischer – Atemlos durch die Nacht           |
| Gil Ofarim & Ekaterina Leonova   | Wiener Walzer                  | Lee-la Baum – Love Is Blindness (Cover)            |
| Gil Ofarim & Ekaterina Leonova   | Fusion (Tango & Jive)          | Hildegard Knef – Für mich soll’s rote Rosen regnen |

| Tanzpaar                         | Tanz                          | Musik                                                                         |
| -------------------------------- | ----------------------------- | ----------------------------------------------------------------------------- |
| Angelina Kirsch & Massimo Sinató | Salsa                         | Ricky Martin – La bomba                                                       |
| Angelina Kirsch & Massimo Sinató | Paso Doble                    | David Hirschfelder & The Bogo Pogo Orchestra – Scott & Fran’s Paso Doble      |
| Angelina Kirsch & Massimo Sinató | Jive (Improvisation)          | Chubby Checker – Let’s Twist Again                                            |
| Giovanni Zarrella & Marta Arndt  | Quickstepp                    | Tony Bennett & Lady GaGa – It Don’t Mean a Thing (If It Ain’t Got That Swing) |
| Giovanni Zarrella & Marta Arndt  | Paso Doble                    | Henry Jackman – The Puss Suite                                                |
| Giovanni Zarrella & Marta Arndt  | Wiener Walzer (Improvisation) | Christina Perri – Human                                                       |
| Gil Ofarim & Ekaterina Leonova   | Paso Doble                    | Pascual Marquina Narro – España cañí                                          |
| Gil Ofarim & Ekaterina Leonova   | Rumba                         | Seal – Love’s Divine                                                          |
| Gil Ofarim & Ekaterina Leonova   | Slowfox (Improvisation)       | Who Is Fancy feat. Meghan Trainor & Ariana Grande – Boys Like You             |
| Vanessa Mai & Christian Polanc   | Rumba                         | Birdy – Skinny Love                                                           |
| Vanessa Mai & Christian Polanc   | Tango                         | Tears for Fears – Shout                                                       |
| Vanessa Mai & Christian Polanc   | Samba (Improvisation)         | Enrique Iglesias feat. Wisin – Duele el corazón                               |

| Tanzpaar                         | Tanz             | Musik |
| -------------------------------- | ---------------- | --- |
| Angelina Kirsch & Massimo Sinató | Cha-Cha-Cha      | Felix Jaehn, Hight & Alex Aiono – Hot2Touch                                                                         |
| Angelina Kirsch & Massimo Sinató | Contemporary     | Queen – Who Wants to Live Forever                                                                                   |
| Angelina Kirsch & Massimo Sinató | Freestyle        | Medley aus Die fabelhafte Welt der Amélie                                                                           |
| Vanessa Mai & Christian Polanc   | Langsamer Walzer | Bob Marley and the Wailers – No Woman, No Cry                                                                       |
| Vanessa Mai & Christian Polanc   | Cha-Cha-Cha      | Imany – Don’t Be So Shy                                                                                             |
| Vanessa Mai & Christian Polanc   | Freestyle        | Medley aus Die Maske des Zorro (incl. Amor Gitano)                                                                  |
| Gil Ofarim & Ekaterina Leonova   | Cha-Cha-Cha      | Jax Jones feat. RAYE – You Don’t Know Me                                                                            |
| Gil Ofarim & Ekaterina Leonova   | Tango            | Cirque du Soleil – Querer                                                                                           |
| Gil Ofarim & Ekaterina Leonova   | Freestyle        | Medley aus Avatar – Aufbruch nach Pandora: You Don’t Dream in Cryo • Jake Enters His Avatar World • I See You • War |

## Tanztabelle
| Paar                         | Kennenlern- show | Show 1           | Show 2      | Show 3           | Show 4         | Show 4                            | Show 5           | Show 6        | Show 7           | Show 7                        | Show 8           | Show 8            | Show 9    | Show 9      | Show 10       | Show 10                        | Show 11    | Show 11    | Show 11                       | Show 12          | Show 12          | Show 12          |
| ---------------------------- | ---------------- | ---------------- | ----------- | ---------------- | -------------- | --------------------------------- | ---------------- | ------------- | ---------------- | ----------------------------- | ---------------- | ----------------- | --------- | ----------- | ------------- | ------------------------------ | ---------- | ---------- | ----------------------------- | ---------------- | ---------------- | ---------------- |
| Gil & Ekaterina              | Quickstepp       | Quickstepp       | Salsa       | Contem- porary   | Tango          | Freestyle (Boys-vs.-Girls-Battle) | Cha-Cha-Cha      | Slowfox       | Samba            | Freestyle (Team „Mamma Mia!“) | Jive             | Discofox-Marathon | Freestyle | Flamenco    | Wiener Walzer | Fusion (Tango & Jive)          | Paso Doble | Rumba      | Samba (Improvisation)         | Cha-Cha-Cha      | Tango            | Freestyle        |
| Vanessa & Christian          | Cha-Cha-Cha      | Cha-Cha-Cha      | Jive        | Langsamer Walzer | Contem- porary | Freestyle (Boys-vs.-Girls-Battle) | Samba            | Paso Doble    | Slowfox          | Freestyle (Team „Top Gun“)    | Salsa            | Discofox-Marathon | Freestyle | Flamenco    | Quickstepp    | Fusion (Slowfox & Jive)        | Rumba      | Tango      | Samba (Improvisation)         | Langsamer Walzer | Cha-Cha-Cha      | Freestyle        |
| Angelina & Massimo           | Cha-Cha-Cha      | Cha-Cha-Cha      | Slowfox     | Rumba            | Jive           | Freestyle (Boys-vs.-Girls-Battle) | Langsamer Walzer | Tango         | Contem- porary   | Freestyle (Team „Top Gun“)    | Samba            | Discofox-Marathon | Freestyle | Charleston  | Quickstepp    | Fusion (Tango & Cha-Cha-Cha)   | Salsa      | Paso Doble | Jive (Improvisation)          | Cha-Cha-Cha      | Contem- porary   | Freestyle        |
| Giovanni & Christina • Marta |                  | Cha-Cha-Cha      | Slowfox     | Tango            | Jive           | Freestyle (Boys-vs.-Girls-Battle) | Contem- porary   | Wiener Walzer | Salsa            | Freestyle (Team „Mamma Mia!“) | Rumba            | Discofox-Marathon | Freestyle | Charleston  | Samba         | Fusion (Rumba & Samba)         | Quickstepp | Paso Doble | Wiener Walzer (Improvisation) | Contemporary     | Contemporary     | Contemporary     |
| Faisal & Oana                | Cha-Cha-Cha      | Cha-Cha-Cha      | Tango       | Rumba            | Samba          | Freestyle (Boys-vs.-Girls-Battle) | Paso Doble       | Salsa         | Contem- porary   | Freestyle (Team „Top Gun“)    | Langsamer Walzer | Discofox-Marathon | Freestyle | Streetdance | Quickstepp    | Fusion (Rumba & Wiener Walzer) |            |            |                               | Samba            | Samba            | Samba            |
| Heinrich & Kathrin           | Cha-Cha-Cha      | Cha-Cha-Cha      | Slowfox     | Contem- porary   | Salsa          | Freestyle (Boys-vs.-Girls-Battle) | Rumba            | Tango         | Langsamer Walzer | Freestyle (Team „Top Gun“)    | Samba            | Discofox-Marathon | Freestyle | Streetdance | –             |                                |            |            |                               |                  |                  |                  |
| Maximilian & Isabel • Sarah  | Quickstepp       | Quickstepp       | Salsa       | Slowfox          | Rumba          | Freestyle (Boys-vs.-Girls-Battle) | Jive             | Cha-Cha-Cha   | Wiener Walzer    | Freestyle (Team „Mamma Mia!“) | Tango            | Discofox-Marathon |           |             |               |                                |            |            |                               | Tango            | Tango            | Tango            |
| Cheyenne & Andrzej           | Walzer           | Wiener Walzer    | Cha-Cha-Cha | Quickstepp       | Contem- porary | Freestyle (Boys-vs.-Girls-Battle) | Paso Doble       | Salsa         | Slowfox          | Freestyle (Team „Top Gun“)    |                  |                   |           |             |               |                                |            |            |                               | Wiener Walzer    | Wiener Walzer    | Wiener Walzer    |
| Susi & Robert                | Cha-Cha-Cha      | Cha-Cha-Cha      | Rumba       | Quickstepp       | Samba          | Freestyle (Boys-vs.-Girls-Battle) | Tango            | Slowfox       |                  |                               |                  |                   |           |             |               |                                |            |            |                               | Cha-Cha-Cha      | Cha-Cha-Cha      | Cha-Cha-Cha      |
| Ann-Kathrin & Sergiu         | Walzer           | Langsamer Walzer | Jive        | Tango            | Rumba          | Freestyle (Boys-vs.-Girls-Battle) | Cha-Cha-Cha      |               |                  |                               |                  |                   |           |             |               |                                |            |            |                               | Tango            | Tango            | Tango            |
| Anni & Erich                 | Walzer           | Wiener Walzer    | Tango       | Cha-Cha-Cha      | Paso Doble     | Freestyle (Boys-vs.-Girls-Battle) |                  |               |                  |                               |                  |                   |           |             |               |                                |            |            |                               | Paso Doble       | Paso Doble       | Paso Doble       |
| Bastiaan & Sarah             | Quickstepp       |                  | Rumba       | Salsa            |                |                                   |                  |               |                  |                               |                  |                   |           |             |               |                                |            |            |                               | Salsa            | Salsa            | Salsa            |
| Chiara & Vadim               | Walzer           | Langsamer Walzer | Cha-Cha-Cha |                  |                |                                   |                  |               |                  |                               |                  |                   |           |             |               |                                |            |            |                               | Langsamer Walzer | Langsamer Walzer | Langsamer Walzer |
| Jörg & Marta                 | Cha-Cha-Cha      | Cha-Cha-Cha      |             |                  |                |                                   |                  |               |                  |                               |                  |                   |           |             |               |                                |            |            |                               | Cha-Cha-Cha      | Cha-Cha-Cha      | Cha-Cha-Cha      |

Höchste Bewertung00Niedrigste Bewertung00Paar ist nicht angetreten00Paar ist ausgeschieden00Nichtbewerteter Finaltanz

## Höchste und niedrigste Bewertung

### Nach Tanz
| Tanz                     | Bester Promi                                                                | Punktzahl | Schlechtester Promi                                                                                  | Punktzahl |
| ------------------------ | --------------------------------------------------------------------------- | --------- | --- | --------- |
| Cha-Cha-Cha              | Vanessa Mai                                                                 | 30        | 2× Jörg Draeger                                                                                      | 7         |
| Charleston               | Giovanni Zarrella                                                           | 28        | Angelina Kirsch                                                                                      | 21        |
| Contemporary             | Gil Ofarim Vanessa Mai Giovanni Zarrella 2× Angelina Kirsch                 | 30        | Cheyenne Pahde                                                                                       | 20        |
| Discofox                 | Vanessa Mai Giovanni Zarrella                                               | 10 von 10 | Gil Ofarim                                                                                           | 1 von 10  |
| Flamenco                 | Vanessa Mai Gil Ofarim                                                      | 30        | Vanessa Mai Gil Ofarim                                                                               | 30        |
| Freestyle Boys-vs.-Girls | Maximilian Arland Faisal Kawusi Giovanni Zarrella Heinrich Popow Gil Ofarim | 9 von 10  | Angelina Kirsch Susi Kentikian Cheyenne Pahde Anni Friesinger-Postma Ann-Kathrin Brömmel Vanessa Mai | 7 von 10  |
| Freestyle                | Vanessa Mai                                                                 | 30        | Heinrich Popow                                                                                       | 13        |
| Jive                     | Gil Ofarim                                                                  | 29        | Maximilian Arland                                                                                    | 19        |
| Langsamer Walzer         | Angelina Kirsch                                                             | 28        | Faisal Kawusi                                                                                        | 9         |
| Paso Doble               | Vanessa Mai                                                                 | 30        | Anni Friesinger-Postma                                                                               | 14        |
| Quickstepp               | Vanessa Mai                                                                 | 29        | Susi Kentikian Cheyenne Pahde                                                                        | 11        |
| Rumba                    | Gil Ofarim                                                                  | 29        | Maximilian Arland                                                                                    | 10        |
| Salsa                    | Gil Ofarim Vanessa Mai                                                      | 30        | Maximilian Arland                                                                                    | 10        |
| Samba                    | Gil Ofarim                                                                  | 27        | Giovanni Zarrella                                                                                    | 12        |
| Slowfox                  | Vanessa Mai                                                                 | 30        | Maximilian Arland                                                                                    | 14        |
| Streetdance              | Faisal Kawusi                                                               | 24        | Heinrich Popow                                                                                       | 22        |
| Tango                    | 2× Gil Ofarim Vanessa Mai                                                   | 30        | Anni Friesinger-Postma                                                                               | 15        |
| Walzer                   | Cheyenne Pahde                                                              | 18        | Anni Friesinger-Postma                                                                               | 9         |
| Wiener Walzer            | Cheyenne Pahde Giovanni Zarrella                                            | 25        | Anni Friesinger-Postma                                                                               | 13        |

Punktezahlen nach drei, zwei oder einer 10-Punkte-Skala der Jury

### Nach Paar
| Tanzpaar                     | Höchstbewerteter Tanz                                                                              | Punktzahl | Niedrigstbewerteter Tanz | Punktzahl |
| ---------------------------- | -------------------------------------------------------------------------------------------------- | --------- | ------------------------ | --------- |
| Angelina & Massimo           | 2× Contemporary                                                                                    | 30        | Cha-Cha-Cha              | 16        |
| Ann-Kathrin & Sergiu         | Tango                                                                                              | 26        | Walzer                   | 10        |
| Anni & Erich                 | Tango                                                                                              | 15        | Walzer Cha-Cha-Cha       | 9         |
| Bastiaan & Sarah             | Quickstepp                                                                                         | 19        | Rumba                    | 15        |
| Cheyenne & Andrzej           | Paso Doble                                                                                         | 26        | Quickstepp               | 11        |
| Chiara & Vadim               | Walzer Langsamer Walzer                                                                            | 12        | Cha-Cha-Cha              | 8         |
| Faisal & Oana                | Freestyle                                                                                          | 26        | Langsamer Walzer         | 9         |
| Gil & Ekaterina              | Salsa Contemporary 2× Tango Flamenco Fusion (Tango & Jive)                                         | 30        | Quickstepp               | 16        |
| Giovanni & Christina • Marta | Contemporary                                                                                       | 30        | Cha-Cha-Cha              | 11        |
| Heinrich & Kathrin           | Contemporary                                                                                       | 25        | Cha-Cha-Cha              | 11        |
| Jörg & Marta                 | 2× Cha-Cha-Cha                                                                                     | 7         | 2× Cha-Cha-Cha           | 7         |
| Maximilian & Isabel • Sarah  | Tango                                                                                              | 23        | Salsa Rumba Cha-Cha-Cha  | 10        |
| Susi & Robert                | Cha-Cha-Cha                                                                                        | 25        | Quickstepp               | 11        |
| Vanessa & Christian          | Contemporary Paso Doble Slowfox Salsa Flamenco Fusion (Slowfox & Jive) Tango Cha-Cha-Cha Freestyle | 30        | Cha-Cha-Cha              | 22        |